# Boków
Boków – wieś w Polsce położona w województwie świętokrzyskim, w powiecie koneckim, w gminie Stąporków.
W latach 1975–1998 miejscowość administracyjnie należała do województwa kieleckiego.
Wierni kościoła rzymskokatolickiego należą do parafii św. Wawrzyńca w Niekłaniu Wielkim.

## Historia
W wieku XIX Boków opisano jako wieś w powiecie koneckim, gminie i parafii Niekłań. W roku 1883 liczył 18 domów, 136 mieszkańców i 180 mórg ziemi włościańskiej.